# Абу Тахир Язид ибн Мухаммед
Абу Тахир Язид ибн Мухаммед (? — 948) — 6-й Ширваншах (917—948).
В 917 году неожиданно напал на Али ибн Хайсама в Марзукии. Казнив его и его сына, он становится единовластным правителем Ширвана. В 918 году он основал город Язидию. Управление Лайзаном в качестве лена он отдал своему сыну Мухаммеду.
В 930 году произошло столкновение между его сыном Мухаммедом и эмиром Дербенда Абд ал-Маликом ал-Хашими, но вскоре они заключили мир. В 932 году за спасением от правителя Азербайджана Балдуйи, в Ширван бежал раб Юсуфа ибн-Абу-с-Саджа — Муфлих, однако ради сохранения хороших отношений, Абу Тахир выдаёт его.
В 944 году жители Дербенда восстали и прогнали своего эмира Ахмада ибн Абд ал-Малика ал-Хашими. Жители Дербенда захотели принять власть от Ширваншаха. Абу Тахир Язид послал в Дербенд в качестве эмира своего сына Ахмада. Через некоторое время дербендцы прогнали Ахмад ибн Абу Тахир Язида и вернули к власти прежнего эмира Ахмад аль-Хашими. В ответ Абу Тахир Язид совершил поход на Дербенд и разграбил его.
Вскоре после этого на Ширван совершили поход дейлемцы. Абу Тахир Язид заключил мир и союз с жителями Дербенда и вернул им всё награбленное. Они атаковали дейлемцев и прогнали их из Ширвана. Абу Тахир Язид также заключил мир с дейлемцами и согласился на совместный поход против византийцев, грузин и других неверных народов.
Абу Тахир Язид правил 33 года и скончался в сентябре 948 года. Вероятнее всего, он был отравлен своим визирем Ибн ал-Мараги.